# ハンバー・ブリッジ (コンテナ船)
ONE HUMBER(竣工時の名称はHUMBER BRIDGE)は、川崎汽船がONEとして運航しているコンテナ船（船主はパナマの現地子会社で、船籍もパナマ）。

## 概要
2003年頃からアジア・ヨーロッパの各コンテナ船運航船社は超8000TEU型を竣工させ始めたが、日本の3社のうち、日本郵船と商船三井は6000〜6500TEU型が、川崎汽船は5500TEU型が最大であった。
そんな中、日本船社では初の超8000TEU型として、2006年10月31日アイ・エイチ・アイ マリンユナイテッド呉工場で竣工し、アジア〜欧州航路に就航した。その後、本船を1番船とするハンバー・ブリッジ級は、2009年までに全8隻が建造された。

## 同型船

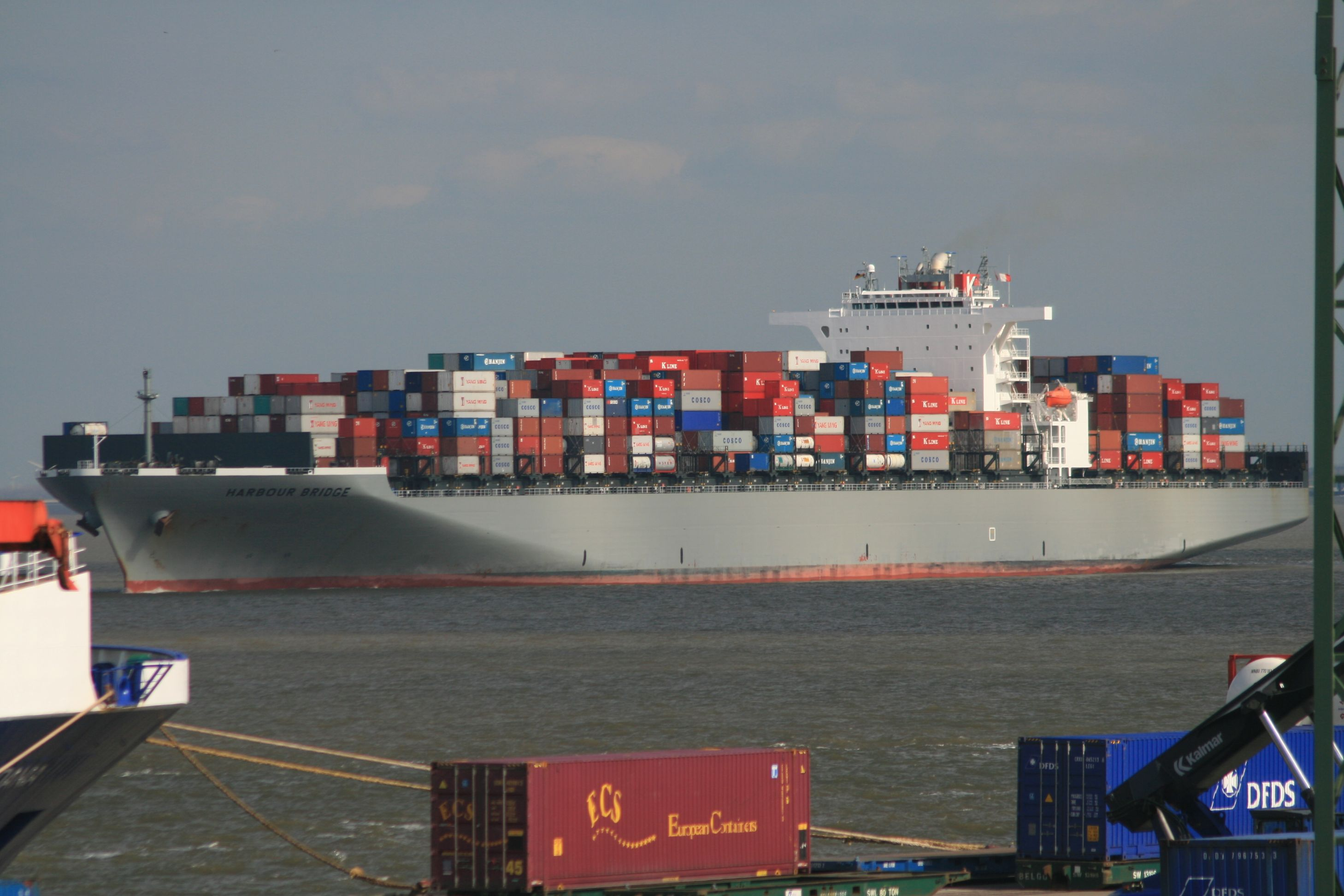
同型船のHarbour Bridge

- 「Hannover Bridge」
- 「Harbour Bridge」
- 「Humen Bridge」
- 「Henry Hudson Bridge」
- 「Hamburg Bridge」
- 「Hammersmith Bridge」
- 「Hong Kong Bridge」